# Eupithecia inconclusaria
Espèce
Eupithecia inconclusaria est une espèce de lépidoptères (papillons) de la famille des Geometridae, qui se rencontre en Afrique du Sud.